# 埃尔詹国际机场
埃尔詹国际机场（土耳其語：Ercan Uluslararası Havalimanı）是北塞浦路斯土耳其共和国首都尼科西亚的国际机场，是北塞浦路斯唯一的民用机场，該機場原本是英国在二战期间建造的军用机场。1974年土耳其入侵塞浦路斯後接管了該機場，並以战斗中陣亡的土耳其飞行员费赫米·埃尔詹的名字命名該機場。此後機場改為民用機場。

## 航空公司及航點
| 航空公司   | 目的地     |
| ---------- | ---------- |
| 飛馬航空   | 安卡拉     |
| 土耳其航空 | 伊斯坦布尔 |